# هاینز لووین
هاینز لووین (انگلیسی: Heinz Lowin; ۲۵ دسامبر ۱۹۳۸ – ۱۲ اکتبر ۱۹۸۷) بازیکن فوتبال اهل آلمان بود.
از باشگاه‌هایی که در آن بازی کرده‌است می‌توان به باشگاه فوتبال فنلو، باشگاه فوتبال بوخوم، و باشگاه فوتبال بروسیا مونشن‌گلادباخ اشاره کرد.
وی همچنین در تیم ملی فوتبال زیر ۲۱ سال آلمان بازی کرده‌است.